# 2006 sur Internet
Cet article présente les faits marquants de l'année 2006 sur Internet.

## Évènements

### Avril
- 23 avril : création du service de streaming musical Spotify.

### Octobre
- 9 octobre : YouTube, site web d'hébergement de vidéos et média social, est racheté par Google, pour 1,65 milliard de dollars[1].